# Anthrenus nocivus
Anthrenus nocivus là một loài bọ cánh cứng trong họ Dermestidae. Loài này được Mulsant & Godart miêu tả khoa học năm 1870.